# フィリップ・ウィルソン・スティーア
フィリップ・ウィルソン・スティーア（Philip Wilson Steer OM、1860年12月28日 - 1942年3月18日）はイギリスの画家、美術教師である。イギリスの印象派の画家を代表する一人である。

## 略歴
イングランドのマージーサイドのバーケンヘッドに生まれた。父親のフィリップ・スティーア（Philip Steer :1810–1871）は肖像画家、美術教師であった。3歳の時、一家はウェールズのモンマス近くの町に移った。
グロスターの美術学校で学んだ後、1880年からロンドンの美術学校、サウス・ケンジントン学校で学んだ。ロイヤル・アカデミー・オブ・アーツ（王立美術院）に入学できなかったので、1882年にパリに渡り、アカデミー・ジュリアンで学んだ後、パリ国立高等美術学校（エコール・デ・ボザール）でアレクサンドル・カバネルのもとで学んだ。パリで印象派の熱心の信奉者となった。
イギリスに戻った後ロンドンにスタジオを構え、海岸などの風景を印象派のスタイルで描いた。1886年に海外で修行した若手の画家、特に印象派に影響を受けた画家たちによって設立された「ニュー・イングリッシュ・アート・クラブ」の創立メンバーとなった。1887年は印象派の画家たちが集まったフランス、パ＝ド＝カレー県のエタプル(Étaples)に滞在し作品を描いた。ウォルター・シッカートとともに、イギリスの印象派の代表的な画家となった。
1893年から1930年の間、ロンドン大学のスレード美術学校で教師を務め、若い世代の学生を育てた 。1990年代の後半から、ジョン・コンスタブルやターナーなどの影響を受けて、印象派のスタイルから、より写実的なスタイルに変わっていくことになった。
1931年にメリット勲章を受勲した。

## 作品

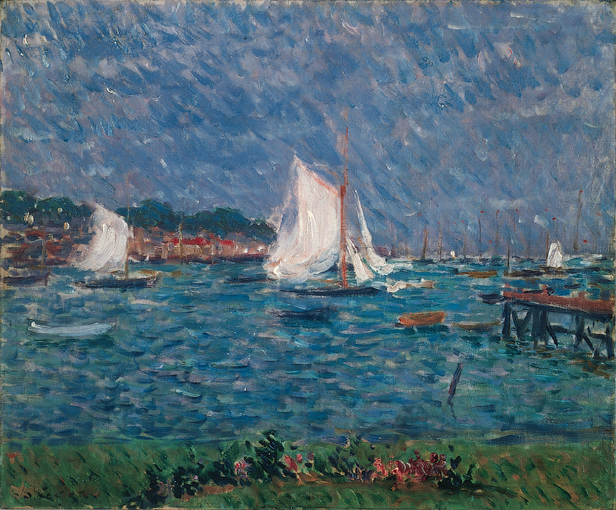
Summer at Cowes (1883)
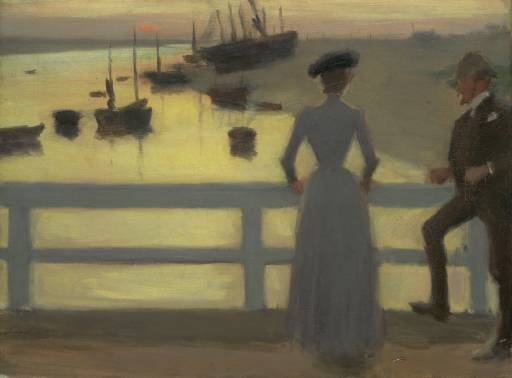
「橋」(1887)
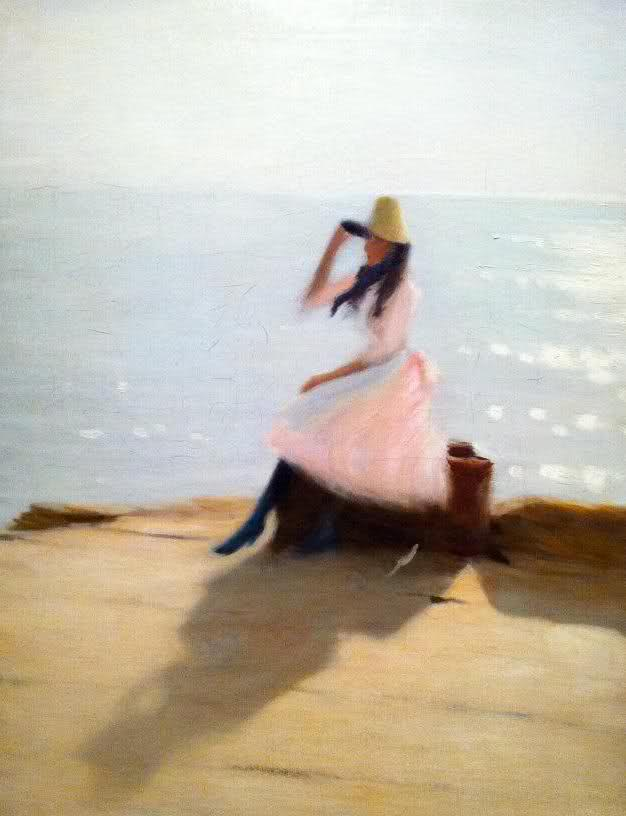
「渚の少女」(1888)
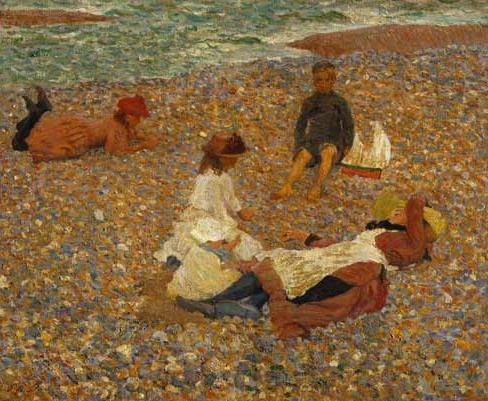
「お手玉（ナックルボーン）」(1889)
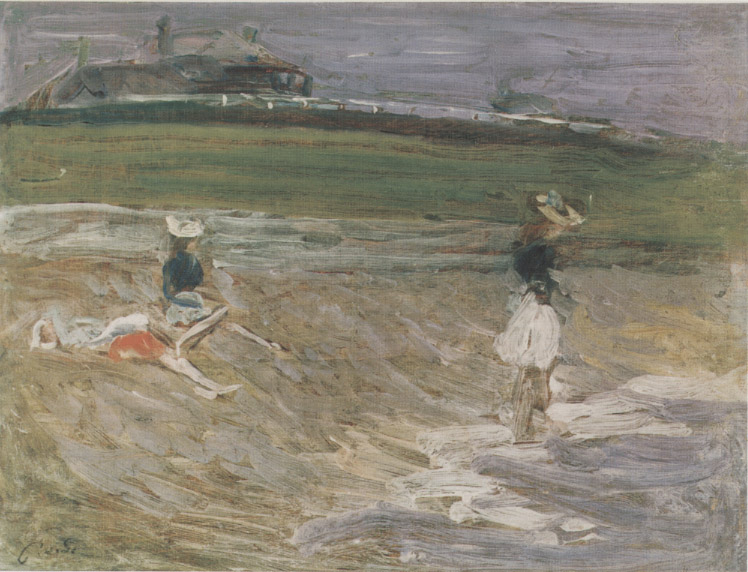
Children on the Beach, Southwold(c1890)
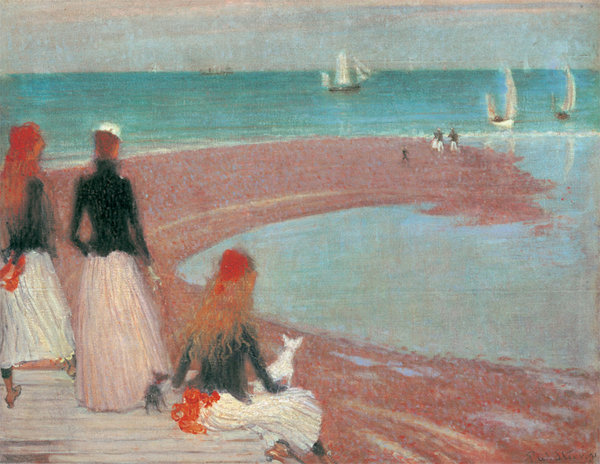
Beach at Walberswick(1893)
Ethel Warwick(女優・モデル）,(1894)
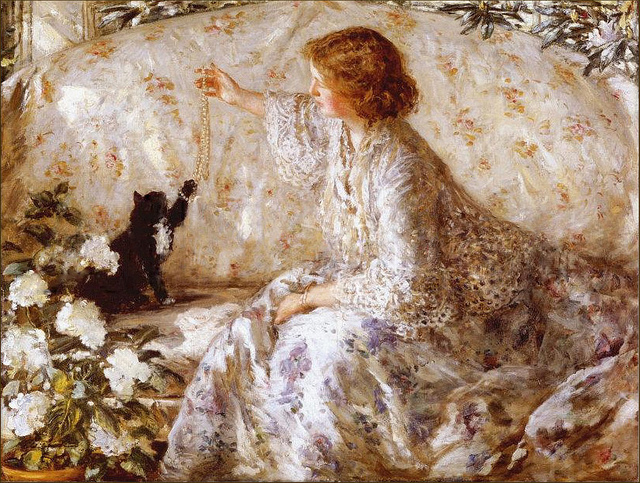
Hydrangeas　(1895)